# 李芬 (泉州府知府)
李芬（？—？），正蓝旗人，清朝官员。

## 生平
举人出身。乾隆十三年（1748年），永春直隶州知州。乾隆十四年（1749年），任泉州府知府。